# 孙继广
孙继广（1936年—），男，江苏徐州人，中国数学家，曾任中国科学院计算中心研究员、博士生导师，中国数学会理事。